# 和泉聡
和泉 聡（いずみ さとし、1963年8月7日 - ）は、日本の政治家、ジャーナリスト。元栃木県足利市長（2期）。

## 来歴
栃木県足利市生まれ。栃木県立足利高等学校卒業。1986年3月、早稲田大学政治経済学部政治学科卒業。
1987年12月、朝日新聞社に入社。仙台支局、千葉支局、本社社会部に勤務。事件担当や天声人語の補佐を務める。
1997年7月、アメリカ合衆国ハーバード大学ケネディ行政大学院に社費留学。2002年4月、ブラジル・サンパウロ支局長に就任。2009年6月、社会部筆頭次長に就任。2010年9月、宇都宮総局長に就任。
2013年1月、朝日新聞社を退社。
2013年4月の足利市長選挙に自由民主党の推薦と連合栃木の支援を受け、無所属で立候補。選挙戦では地元選出の茂木敏充衆議院議員、福田富一栃木県知事、上野通子参議院議員、小池百合子元防衛大臣、三森文徳県議会議長が駆け付けた。現職の大豆生田実を1,812票の僅差で破り、初当選した。同年5月13日、市長就任。
※当日有権者数：124,527人 最終投票率：53.57%（前回比：pts）
| 候補者名   | 年齢 | 所属党派 | 新旧別 | 得票数   | 得票率 | 推薦・支持         |
| ---------- | ---- | -------- | ------ | -------- | ------ | ------------------ |
| 和泉聡     | 49   | 無所属   | 新     | 34,036票 | 51.37% | （推薦）自由民主党 |
| 大豆生田実 | 47   | 無所属   | 現     | 32,224票 | 48.63% |                    |

2017年4月、自由民主党、公明党、連合栃木の推薦を受けて市長選に立候補し、無投票で再選。
2020年12月10日、3選出馬を表明。
2021年4月25日投開票の足利市長選では自民党の推薦を受けた元県議の早川尚秀に敗れ落選。2期8年務めた足利市長を退任した。
※当日有権者数：120,837人 最終投票率：48.40%（前回比：-5.17pts）
| 候補者名 | 年齢 | 所属党派 | 新旧別 | 得票数   | 得票率 | 推薦・支持         |
| -------- | ---- | -------- | ------ | -------- | ------ | ------------------ |
| 早川尚秀 | 48   | 無所属   | 新     | 34,409票 | 59.41% | （推薦）自由民主党 |
| 和泉聡   | 57   | 無所属   | 現     | 23,508票 | 40.59% |                    |

## 政策

### 観光
- 2013年、「足利を元気にするには、産業、教育、観光の三つが欠かせない。」と述べた[3]。「教育の充実とともに『まちの足腰』をしっかり鍛えたうえで、観光に活路を見いだしたい。京都や鎌倉にもない、新しいタイプの観光都市が、足利にはできるのではないか」と述べた。
- 2014年、「映像のまち構想」を発表。「映像産業の集積基地にしたい」とし、観光産業にも波及させたい考えを述べた[12]。映像まつりでの屋外上映は、2017年に松田川ダム、2018年に渡良瀬川中橋河川敷、2019年に足利市西部複合施設で、それぞれ開催。市長は「色々な上映場所に来てもらうことで足利のよさを発信できる」と述べた[13]。
- 2015年4月24日、足利市教育委員会が管理している「史跡足利学校」が文化庁の日本遺産に認定された。
- 2018年、「あしかがフラワーパーク駅」を開業するに際し、和泉市長は「開業を機会に様々な観光の仕掛けを用意している。すてきなDC（デスティネーションキャンペーン）キャンペーンになると思う」とのべた[14]。

### 教育・福祉
- 2014年、競馬場跡地の再開発では、医療福祉系の高等教育機関の誘致を目指したが、「子どものための公共施設用地にする」と方針転換した[15]。
- 同年、「子どものための屋内遊戯施設」の運営事業候補者に、社会福祉法人「足利むつみ会」を選定。この事業は「子どもたちへのいいクリスマスプレゼントになる」と発表した[16]。多額の公費投入を前提にしているが、池沢昭副市長は「何よりも和泉市長の約束だ」と話し、この提案を軸に施設の設置を進める[16]。
- 2019年、「足利にふさわしい学校を作ることが後生への最大の財産。学力が高く、魅力ある人材を育成する高校を県と作りたい」と述べた[17]。

### 経済
- 2013年、「最優先課題としているのは、産業・経済の活性化への対策と取り組み」としている[18]。
- 2015年、「農務課を廃止して農政課と農林整備課を新設。農政課では、国の農業施策の転換や県からの事務移管などに対応し、農林整備課はイノシシなどの有害鳥獣対策」を行うとしている[19]。
- 2017年、「新たな産業団地の造成」を公約とする[20]。
- 2019年、「足利市移住・定住相談センター」（Aidacco）を開設。「街中の再生、街づくりにつながる出先の機能を持たせ、ぜひ皆さんに愛される施設にしたい」と話した[21]。

### 産業廃棄物問題
- 2015年、「ごみの新しい焼却施設の建設に向けた担当部署を設ける」とした。
- 足利市北西部、小俣地区の採石場跡地で、産業廃棄物最終処分場の建設が進められているが、一部の市民から反対運動が起きている。市民5万3231人の反対署名簿が集まった[22]。
- 和泉市長は「市と市議会が一枚岩で立ち向かう」とし、反対者側の支援を約束する発言をした[23]。2019年、足利市議会が建設反対を決議し[24]、福田富一知事に設置許可を出さないよう求める意見書を可決した。
- 処分場の建設は、栃木県とさいたま市の民間業者が進めているものであり、廃油や汚泥の処理が可能となる。

### 人事行政
- 足利市は人件費がラスパイレス指数100.2（2016年）を超えていた。そこで、和泉は人件費削減に乗り出す。2018年には、ラスパイレス指数99.8まで抑え込むことに成功した[25]。2009年の人件費は94億2500万円であったが、2018年には79億6300万円であった。